# Diacrotricha
Diacrotricha is een geslacht van vlinders van de familie vedermotten (Pterophoridae).

## Soorten
- D. fasciola Zeller, 1852
- D. guttuligera Diakonoff, 1952
- D. lanceatus (Arenberger, 1986)